# 玉川村 (東京府)
玉川村（たまがわむら）とは、東京府荏原郡にかつて存在した村である。現在の世田谷区の南部に位置していた。おおむね現在の東急大井町線、環八通りの沿線にあたる。

## 沿革
- 1889年（明治22年）5月1日 - 町村制の施行に伴い、尾山村、奥沢村、等々力村、用賀村、野良田村。上野毛村の全域と、以下の3村の各一部を合併して発足（カッコ内は残部の編入先）。
  - 瀬田村（世田ヶ谷村）
  - 下野毛村（駒沢村）
  - 衾村（碑衾町）
  - 下沼部村（調布村）
  - 深沢村（駒沢町）
- 1932年（昭和7年）10月1日 - 荏原郡全域が東京市に編入され、玉川村の区域に世田谷区を設置。旧村域内の町名にはすべて「玉川」を冠した（玉川町を除く）。

## 交通

### 鉄道
- 玉川電気鉄道（現・東京急行電鉄）
  - 玉川線：用賀駅 - 瀬田駅 - 玉川駅（現・二子玉川駅）
  - 砧線：二子玉川駅 - 中耕地駅
- 目黒蒲田電鉄（現・東京急行電鉄）
  - 目蒲線（現・目黒線）：奥沢駅
  - 大井町線：九品仏駅 - 尾山台駅 - 等々力駅 - 上野毛駅 - 二子玉川駅
- 池上電気鉄道（現・東京急行電鉄）
  - 新奥沢線（廃線）：諏訪分駅 - 新奥沢駅

### 道路
いずれも現在の名称。
- 玉川通り
- 駒沢通り
- 目黒通り

## 現在の地名
奥沢、尾山台、上野毛、上用賀、瀬田、玉川、玉川台、玉川田園調布、玉堤、等々力、中町、野毛、東玉川、深沢、用賀（いずれも大体の範囲）

## 教育機関
- 調布高等女学校
- 黎明女学校
- 玉川商業公民学校
- 京西商業公民学校
- 八幡商業公民学校
- 玉川専習女学校
- 玉川青年訓練所
- 玉川尋常高等小学校
- 京西尋常小学校
- 八幡尋常小学校

## 関連書籍
- 東京市臨時市域擴張部 『荏原郡玉川村現状調査』 1931年